# Diptérologie
La diptérologie est la discipline de l'entomologie s'intéressant plus particulièrement aux diptères (mouches, moustiques, moucherons). Selon l'usage, un spécialiste des diptères est nommé un diptériste, un diptérologue ou un diptérologiste.

## Histoire
L'entomologiste allemand Johann Wilhelm Meigen (1764-1845) est le véritable créateur de la diptérologie. Il est le premier à étudier exclusivement les diptères. Avant lui, seulement 700 espèces environ avaient été décrites, dont la classification restait très confuse. Il publie de 1818 à 1838 une description systématique des diptères d'Europe, en 7 volumes, illustrée par de nombreuses planches dessinées par l'auteur, qui traite de 5 500 espèces européennes.  
Son disciple, l'entomologiste français Justin Macquart (1778-1855), est pour sa part considéré comme étant le père de la diptérologie en France. Il rédige notamment entre 1838 et 1850, un important travail de diptérologie intitulé Diptères exotiques nouveaux ou peu connus.  
Camillo Róndani (1808-1879) est un célèbre diptérologue italien qui a rédigé 101 publications sur les diptères. Parmi lesquelles il faut citer Prodromus Dipterologiae Italicae en huit volumes, de 1856 à 1877.
En France, ce sont les travaux d'Eugène Séguy (1890-1985), chercheur au Muséum d'histoire naturelle durant le XXe siècle, qui font toujours référence au début des années 2000.